# エンバーゴ (学術出版)
エンバーゴ（英語: embargo）とは学術出版の読者にオンラインの論文全文の閲覧を一時的に制限すること、また著作者に公表差し止め、口外差し止めを課すこと。前者の対象は有償購読をしない（もしくは所属機関のサブアカウントからアクセスする）利用者など。
その趣旨は出版社の企業活動を支える収入源確保とされつつ、出版社にもたらす影響は議論の的であり、影響はないとする研究とそれに反する実態とがある 。2012年に行われた調査から、エンバーゴと購読制に少なからずマイナスの関係を予想させる結果が出ており、調査を受けた図書館は発行の半年後に掲載記事の大半が無料で読めるなら、その学術誌は購入対象外とする（journal cancellations）という回答であった（調査主体は学術専門学会出版会 ALPSP : Association of Learned, Professional, and Society Publishers ）。この調査結果そのものにも議論の余地がある。
エンバーゴにはいくつかの種類がある。
- ムービング・ウォール − 期間が月単位もしくは年単位のものを「動く壁」 （moving wall）という（後述参照）。
- 特定日 − 固定された日時を設定。
- 現在年（current year or other period） − 現在の年の1月1日を期日とし、それより前の文献はすべて利用可能とする。当年内では固定されていても、年が変わると日付が変わる。

## 目的
目的は複数ある。
- エンバーゴ付き学術誌（英語版）（delayed open access journal）はエンバーゴにより、有償で提供する直近の巻号と、それより前の無償で誰にでも利用できる巻号を分ける。その期間とは2、3ヵ月から数年の幅がある[10]。
- セルフ・アーカイブとは出版社が著作権移行規定（Copyright transfer agreement）に設定した期間とし、電子化した機関リポジトリにアーカイブした記事はエンバーゴ期間の経過まで利用できない。一般にその期間とは半年から24ヵ月だが、出版社によっては48ヵ月とする[11]。
- 全文データベースとして、たとえばエブスコ出版 またはプロクエスト（英語版） の場合、直近の巻号の扱いをわけて記事名もしくは梗概のみ掲載し、それ以前の論文は公開して提供する[12]。

## ムービング・ウォール
学術出版におけるエンバーゴは「ムービング・ウォール」（移動壁）といって、学術誌の直近号を指定のオンライン・データベースで提供を始める時点と、直近の冊子版の雑誌の出版日との差を指す。データベースを備える出版社はライセンスに規定し（たとえば JSTOR）、一般に数ヵ月から数年の幅がある。

## エンバーゴ期間の持続は可能か
ただし、現行のエンバーゴ期間はSTEMで6-12ヵ月、社会科学および人文科学12ヵ月以上に設定され、学術誌の購読に対するその期間の長短が与える影響に経験則は当てはめていない。イギリス議会庶民院の発明技術特別委員会は2013年、「エンバーゴ期間が短いまたはゼロであっても、定期購読の停止の原因になるという利用可能な証拠はない」とすでに結論付けている。
学術論文が総ダウンロード数の半分に達するまでにかかる時間を「使用半減期」とすると、その中央値について分野間の違いをまとめた入手可能なデータは複数あるが、これらをもってエンバーゴ期間の長さが定期購読に影響する証左とはならない 。
待機期間を設けないセルフ・アーカイブは、定期購読方式のリスクになるという議論であるが、ポストプリント（en）のアーカイブがある以上、皮肉な状況にある。出版社が査読の先の製作工程（版下づくりから配本、アーカイブ作成など）に進むとして、読者はたとえ印刷用の書式設定のないポストプリントを利用できても、冊子版の付加価値にお得感があるなら代金を支払って買うからである。エンバーゴがあるから個々の記事を有償購読しているが、実は、課金額は査読を経た冊子版がもたらす付加価値よりも高くつく（費用対効果が低い）という理論を、有償購読者に突きつけていると見なされる。
出版社はこれまで、たとえば人道的危機が発生すると特定の研究課題のエンバーゴ期間を解除したり、解除を要求された経験がある（例えばジカ熱とエボラ出血熱の発生）。それ自体を称賛に値すると考える研究者はいても、そこには暗黙のうちに、エンバーゴ措置は科学の進歩と科学研究の応用の可能性を阻害するという了解が横たわる。特に生命を脅かす感染症爆発においては否定できない。どんな研究でも果たして生命を救うために重要かどうかは論を分けるが、特定の研究者の成果にその個人の人脈または一般社会の提携相手が無制限にアクセスできたとして、そのような措置で誰も利益を受けない分野は想像しがたい。
伝統的な学術誌がエンバーゴ期間をゼロにして、セルフアーカイブの方針と平和に共存できる証拠はあり、「論文の普及と引用が増えるほど出版社と著者に悪い影響を与える」とする推定とは対照的に、両者ともにそれを上回る利益を受ける。出版社にとってプレプリントのリポジトリは事実上、著者に出版物の記録（VOR）へリンクしたりアップロードするように奨励していて、つまり個々の学術誌と出版社にとって無料のマーケティング効果を生んでいる。
プランS（en）は主要な原則の1つとして、セルフ・アーカイブのエンバーゴ期間をゼロにした。すでにそのような方針を実施する王立学会やセージ（Sage）、エメロード（Emerald）などの出版社は 、これまでのところ財政状況への悪影響を報告していない。『HighWire』はプランSへの反応を載せ、同社に加盟する3つの学会出版社ではすべての論文を原稿提出時から自由に利用できるよう公開しており、この慣行が購読の減少に寄与したとは判断しないと述べた。結論として、エンバーゴ期間の必要性は証拠で裏付けできず、正当化する論拠はほとんど見当たらない。

### 注
1. ↑  アメリカの調査[14]によると、利用半減期の中央値は最短25-36ヵ月（医学分野）、最長49-60ヵ月（人文学、物理学、数学分野）。エンバーゴ期間が12ヵ月以下の雑誌は全体の3%ほどであったとする[15]。
2. ↑  Business, Innovation and Skills Committee. “Open Access, Fifth Report of Session 2013–14”.  House of Commons. 2019年5月17日閲覧。
3. ↑  Davis, Phil (2013年). “Journal Usage Half-Life”. 2020年1月9日閲覧。
4. ↑  Kingsley, Danny (2015年). “Half-life is half the story”. 2020年1月9日閲覧。
5. ↑  “Global scientific community commits to sharing data on Zika”. Wellcome Trust. 2020年1月9日閲覧。
6. ↑   Taylor, Stuart: “Publishers allowing accepted manuscript ('postprint') posting to repositories without embargo”. docs.google.com/spreadsheets. 2019年5月17日閲覧。
7. ↑  “Plan S: The options publishers are considering”.   HighWire Press (2019年1月10日). 2020年1月9日閲覧。
8. ↑  アメリカ政府がエンバーゴを事実上、否定する発表をしたとして、出版社が連名で抗議文を発表した[23]。